# Schreien

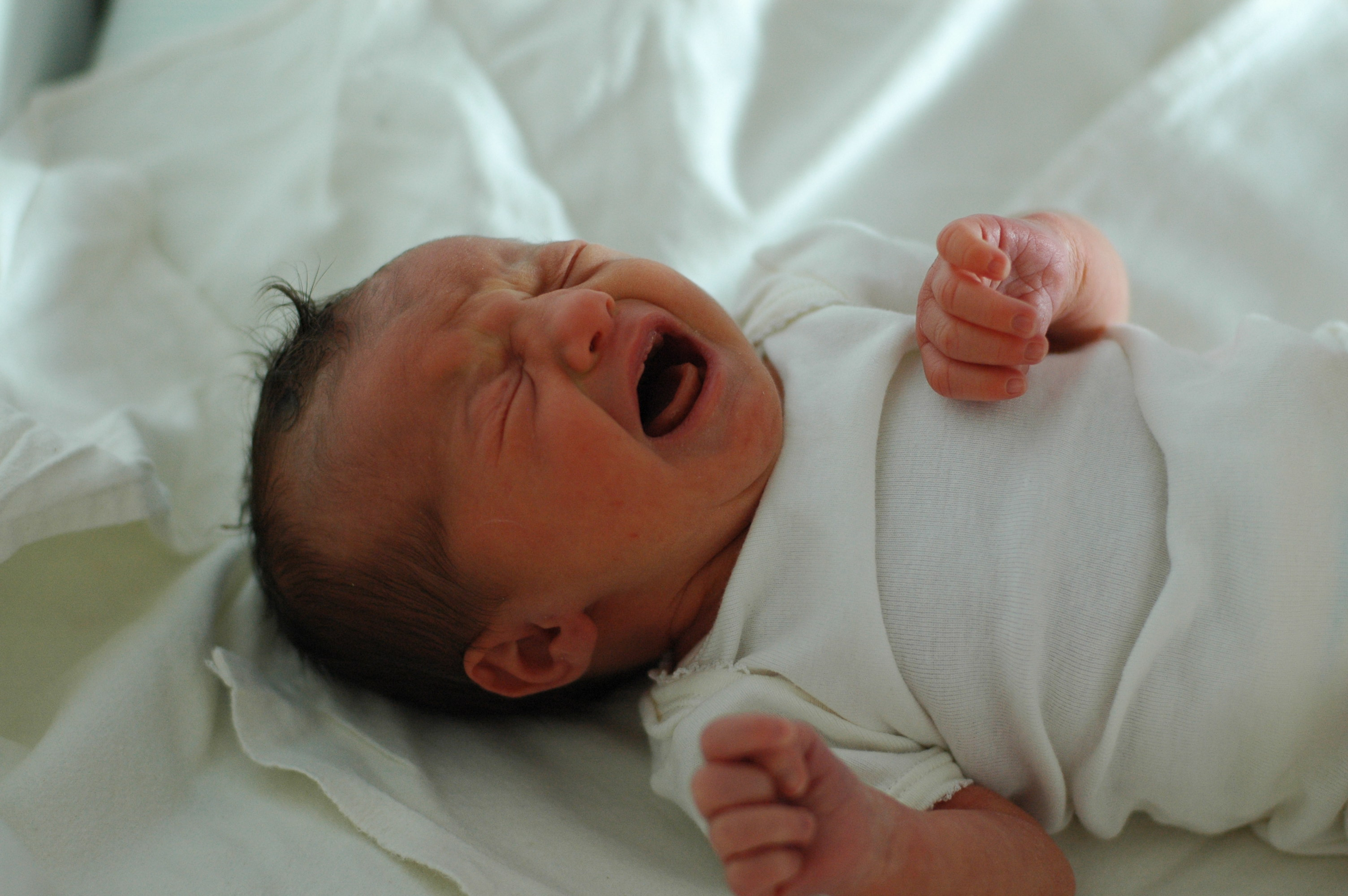
Erstes Schreien

Das Schreien ist eine Funktion der Stimme, die sich durch eine hohe Lautstärke und meist durch starke Emotionalität auszeichnet.

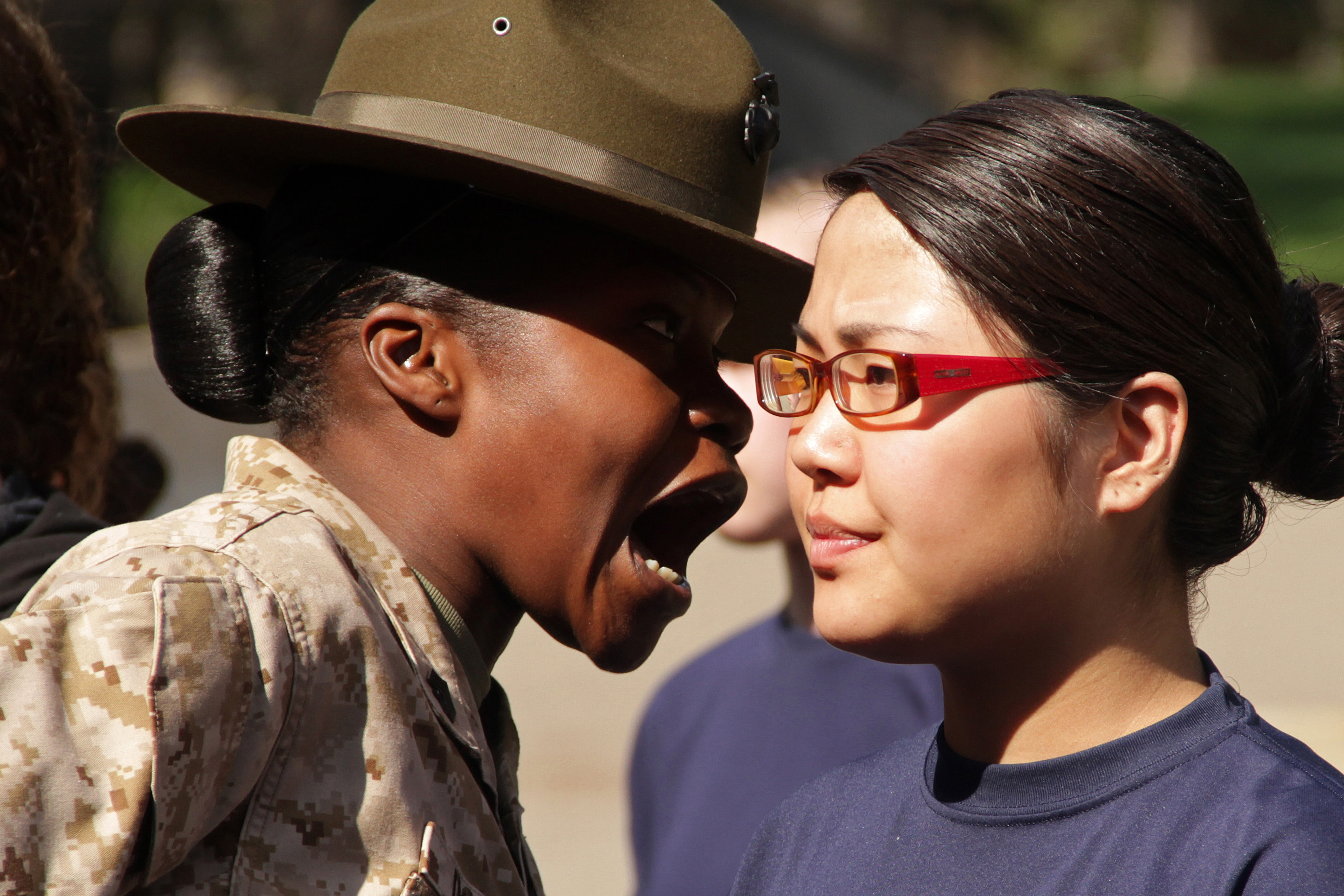
Anschreien beim militärischen Training

Bei Säuglingen, Kindern und Erwachsenen kann das Schreien Ausdruck großer Schmerzen, eines großen Schreckes oder plötzlich auftretender Angst sein. Das Schreien kann aber auch die Form sprachlicher Äußerungen annehmen, etwa durch laute nachdrucksvolle Äußerungen von Worten oder Lauten. Das Schreien dient dann zum Beispiel der Erlangung der Dominanz, der Einschüchterung des Dialogpartners oder der Verteidigung. Auch eine intensive Aufforderung zum Handeln kann durch Schreien geäußert werden. Bei gegenseitigem Anschreien steigert sich oft die Intensität. Der eigentliche Inhalt spielt dabei oft immer weniger eine Rolle.

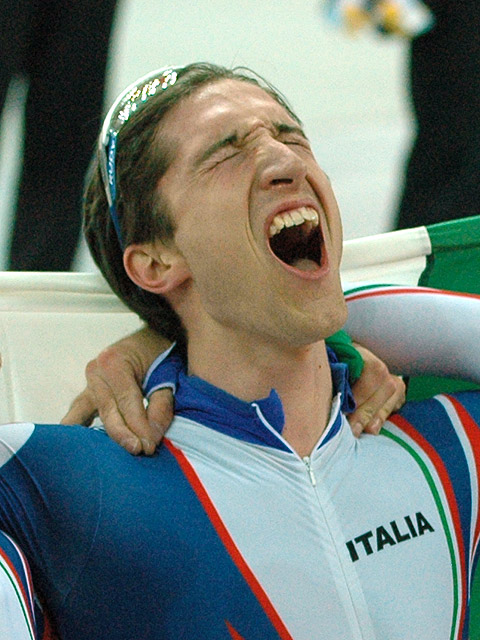
Freudenschrei nach sportlichem Erfolg

Schreien wird in der Umgangssprache auch als Synonym zum Rufen verwendet. Die Vergrößerung der Lautstärke dient der Übertragung der Information über etwas größere Entfernungen. Technisch unterscheidet sich das Schreien vom Rufen allerdings dadurch, dass das Organ der Stimmerzeugung dabei in die Übersteuerung gerät, das heißt, dass die Tonhöhe beim Rufen noch kontrollierbar ist, beim Schreien nicht mehr.

## Schreien von Säuglingen
Das Schreien ist wohl die erste kommunikative Lautäußerung des neugeborenen Menschen und stellt damit eine wichtige Stufe in der Entwicklung eines Säuglings dar. Es erfüllt kommunikative Zwecke und ist oft Ausdruck von Unmut und Unbehaglichkeit, Übermüdung, Hunger oder Schmerz. Es gibt unterschiedliche Arten des Schreiens, die sich in Lautstärke und Intonation unterscheiden. Oft ist Schreien auch von Weinen und einer typischen Mimik begleitet. Manche Kinder haben bestimmte Schreizeiten am Tag, in denen sie sich nicht durch Zuwendung und Nahrungsangebot beruhigen lassen. Mit zunehmendem Alter schreien Kinder seltener, ihnen stehen andere Möglichkeiten der Kommunikation zur Verfügung.